# International Association of Classification Societies
La International Association of Classification Societies (in italiano Associazione internazionale delle società di classificazione) o IACS è l'associazione internazionale delle società di classificazione navale, nata l'11 settembre 1968; appartengono ad essa le dodici più affidabili società di classifica al mondo.
La sua attività si svolge principalmente in coordinamento con l'Organizzazione marittima internazionale e seguendo i criteri stabiliti nella convenzione internazionale SOLAS per garantire al massimo le condizioni di sicurezza della navigazione.
L'Italia è rappresentata nell'associazione dal Registro italiano navale.

## Società appartenenti all'IACS
Elenco in ordine di fondazione (fonte IACS-2016)
| Nome                                                         | Sigla  | Fondazione | Sede            |
| ------------------------------------------------------------ | ------ | ---------- | --------------- |
| Lloyd's Register                                             | LR     | 1760       | Londra          |
| Bureau Veritas                                               | BV     | 1828       | Parigi          |
| Registro Italiano Navale                                     | RINA   | 1861       | Genova          |
| American Bureau of Shipping                                  | ABS    | 1862       | Houston         |
| Det Norske Veritas                                           | DNV GL | 1864       | Oslo            |
| Nippon Kaiji Kyokai                                          | NK     | 1899       | Tokyo           |
| Российский морской регистр судоходства Registro navale russo | RS     | 1913       | San Pietroburgo |
| Polski Rejestr Statków Registro navale polacco               | PRS    | 1936       | Danzica         |
| Hrvatski Registar Brodova Registro navale croato             | CRS    | 1949       | Spalato         |
| China Classification Society                                 | CCS    | 1956       | Pechino         |
| Korean Register of Shipping                                  | KR     | 1960       | Pusan           |
| Indian Register of Shipping                                  | IRS    | 1975       | Mumbai          |